# Odprto prvenstvo Avstralije 2013
Odprto prvenstvo Avstralije 2013 je sto prvi teniški turnir za Grand Slam, ki je potekal med 14. in 27. januarjem 2013 v Melbournu.

## Rezultati

### Moški posamično
Novak Đoković :  Andy Murray, 6–7(2–7), 7–6(7–3), 6–3, 6–2

### Ženske posamično
Viktorija Azarenka :  Na Li, 4–6, 6–4, 6–3

### Moške dvojice
Bob Bryan /  Mike Bryan :  Robin Haase /  Igor Sijsling, 6–3, 6–4

### Ženske dvojice
Sara Errani /  Roberta Vinci :  Ashleigh Barty /  Casey Dellacqua, 6–2, 3–6, 6–2

### Mešane dvojice
Jarmila Gajdošová /  Matthew Ebden :  Lucie Hradecká /  František Čermák, 6–3, 7–5